# 요도도노

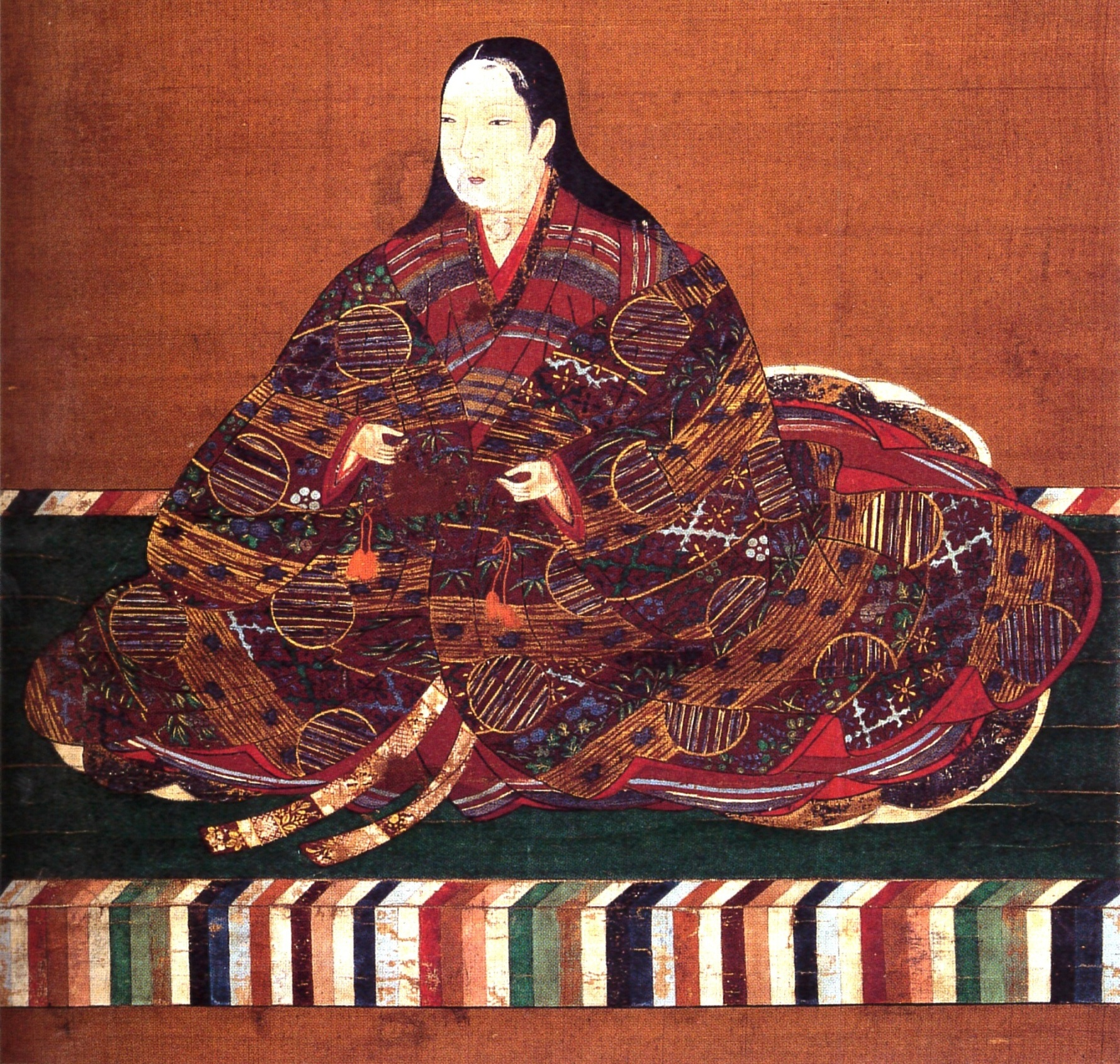
요도도노

요도도노(일본어: 淀殿(よどどの), 1569년(에이로쿠 12년)경 ~ 1615년(게이쵸 20년) 5월 8일)는 아즈치 모모야마 시대의 여성으로, 도요토미 히데요시의 측실이다. 요도기미(일본어: 淀君)라고도 불린다. 센고쿠 다이묘인 아자이 나가마사의 아내이자 오다 노부나가의 누이동생인 오이치 사이에서 태어난 장녀로, 본명은 아자이 차차(浅井茶々) 또는 아자이 기쿠코(浅井菊子)이다. 히데요시의 외아들 도요토미 히데요리의 생모이다. 오사카 전투에서 패하면서 오사카성에서 아들 히데요리와 그 운명을 함께하였다.

## 생애

### 유년기
1569년경 아버지 아자이 나가마사의 영지인 오미국 오다니성(小谷城)에서 출생하였다. 덴쇼(天正) 원년(1573년) 아자이 나가마사가 외숙인 오다 노부나가로부터 공격 받고 성을 잃을 때 어머니인 오이치, 동생들인 하쓰(初), 에요(江与)와 함께 후지카케 나가카쓰(藤掛永勝)에 의해 구출되어 목숨을 건졌다. 이 때 아버지인 나가마사와 조부 히사마사(久政)는 자결하였고 가문의 후계자이자 동생인 만보쿠마루(万福丸)는 노부나가의 명령에 의해 하시바 히데요시의 손에 죽음을 당하였다. 이후 또 다른 외숙인 오다 노부카네(織田信包)에게 거두어져 기요스성에서 유년기를 보냈다.
덴쇼 10년(1582년) 노부나가가 혼노지의 변으로 가신 아케치 미쓰히데에게 암살당한 뒤, 같은 해 어머니 오이치가 오다 가문의 가신인 시바타 가쓰이에와 재혼하면서 가쓰이에의 거성인 에치젠국 기타노쇼성으로 거처를 옮겼다.
그러나 이듬해인 덴쇼 11년 (1583년) 양부 가쓰이에는 하시바 히데요시와의 싸움인 시즈가타케 전투에서 패하여 자결하였고, 오이치 또한 남편의 뒤를 따라 스스로 목숨을 끊었다. 히데요시의 보호로 살아남은 차차를 비롯한 세 자매는 이후 오다 나가마스에게 거두어져 아즈치성에 머물렀다. 이 때 아자이 나가마사의 누나로 친고모인 교고쿠 마리아(京極マリア)와의 혈연 관계를 빌어 교고쿠 다쓰코(京極竜子)의 후견을 받았다.

### 혼인
덴쇼 16년(1588년) 도요토미 히데요시의 측실이 되었다. 차차가 측실이 된 데에는 차차의 어머니 오이치를 사모하였던 히데요시가 세 자매 중 가장 오이치를 닮은 차차를 선택한 것이라는 설도 있다.
이듬해인 덴쇼 17년(1589년) 아들 쓰루마쓰(鶴松)를 출산하였다. 아들의 탄생에 기뻐한 히데요시로부터 야마시로국 요도성(淀城)을 하사받으면서 「요도노 가타(淀の方)」라는 호칭으로 불렸다. 쓰루마쓰는 덴쇼 19년(1591년) 사망하였으나 1593년 차남 히데요리가 태어나면서 후계자 문제는 해결되었다. 히데요리의 후견으로 자신의 유모인 오오쿠라쿄노 쓰보네(大蔵卿局), 오네바노 쓰보네(饗庭局) 등을 중용하여 도요토미 가문 내에서 실권을 쥐었다. 또한 고야산(高野山) 지묘인(持明院)에 양친의 초상을 모시고 아버지인 나가마사를 비롯한 아자이 일족의 명복을 빌기 위한 요겐인(養源院)을 건립하였다.

### 말년과 사망
게이초 5년(1600년) 부교(奉行) 이시다 미쓰나리가 다이로(大老) 도쿠가와 이에야스에 대항하여 군사를 일으키면서 세키가하라 전투가 발발하였다. 이 전투에서 도요토미 가문은 표면적으로 관여하지 않고 관망하는 태도를 유지하였으나 상당수의 직할령을 상실하였다. 이후 에도에 노골적으로 무가 정권(武家政権)을 수립하기 시작한 이에야스와 대립하였으나 게이초 20년(1615년) 오사카 전투에서 완패하면서 아들 히데요리, 가신 오노 하루나가 등과 함께 자결하였다.
묘소는 교토 히가시야마(東山)의 요겐인(養源院), 오사카 다이유지(太融寺)에 위치해 있으나 요도 도노가 실제로 자결하는 장면을 목격한 사람은 없고, 시신 또한 발견되지 않은 탓에 일각에서는 요도도노가 히데요리와 함께 사쓰마, 우에노 등지로 달아났다는 설도 있다.

## 요도도노가 등장한 작품

### 드라마
한국
- 《임진왜란》(MBC, 1985년~1986년, 배우: 이혜숙)
- 《불멸의 이순신》 (KBS, 2004년~2005년, 배우: 김혜진)
- 《징비록》 (KBS, 2015년, 배우: 손가영)
- 《임진왜란 1592》 (KBS, 2016년, 배우: 한소연)

일본
- 《도쿠가와 이에야스》 (NHK, 1983년, 배우: 나츠메 마사코)
- 《독안룡 마사무네》(NHK, 1987년, 배우: 히구치 카나코)
- 《히데요시》 (NHK, 1996년, 배우: 마츠 다카코)
- 《도시이에와 마쓰~가가 백만석 이야기~》(NHK, 2002년, 배우: 세토 아사카)
- 《공명의 갈림길》 (NHK, 2006년, 배우: 나가사쿠 히로미)
- 《천지인》 (NHK, 2009년, 배우: 후카다 쿄코)
- 《고우~공주들의 전국~》 (NHK, 2011년, 배우: 미야자와 리에)
- 《군사 칸베에》 (NHK, 2014년, 배우: 니카이도 후미)
- 《사나다마루》 (NHK, 2016년, 배우: 다케우치 유코)
- 《어떡할래 이에야스》 (NHK, 2023년, 배우: 키타가와 케이코)

### 영화
- 《폭렬닌자 고에몬》 (2009년, 배우: 히로스에 료코)
- 《세키가하라 대전투》 (2017년, 배우: 와다 나나)
- 《노량: 죽음의 바다》 (2023년, 배우: 오도 아카네)

## 호칭
요도도노의 이름은 차차(茶々, 또는 오차お茶) 또는 기쿠코(菊子)로, 생전에 쓰이던 이름은 자차이며 기쿠코는 조정으로부터 내려진 공식적인 이름으로서 문서에 사용된 이름일 뿐 실제로 요도 도노 본인이 사용하였던 이름은 아니다. 요도 도노의 생전에는 머물렀던 거소의 명칭을 따서 요도노 가타(淀の方), 요도노 우에사마(淀之上様), 요도노 뇨보(淀の女房) 혹은 니노 마루도노(二の丸殿), 니시노 마루도노(西の丸殿) 등으로 통용되었다. 히데요시의 사후에는 불교에 귀의하여 다이코인(大広院,大康院)이라는 명칭을 사용하였다. 현대에 통용되는 요도 도노(淀殿), 혹은 요도 기미(淀君)라는 호칭은 막상 요도 도노의 생전에는 쓰인 바가 없으며, 모두 에도 시대 이후에 생겨난 호칭이다.
「요도기미(淀君)」라는 호칭이 정착된 것은 메이지 시대, 쓰보우치 쇼요(坪内逍遥)의 유명 희곡인 『기리히토하(桐一葉)』의 상연 이후라는 것이 정설이다. 오와다 테쓰오(小和田哲男), 다나카 타카코(田中貴子) 등의 주장에 따르면 '요도(淀)'라는 이름에 대한 경칭으로 굳이 '기미(君)'를 쓴 것은 당시 유녀, 매춘부 등을 표현할 때 「유군(遊君)」, 「쓰지 기미(辻君)」와 같이 '기미(君)'라는 글자를 자주 사용한 것에서 착안하여 요도 도노에게 악녀, 음부의 이미지를 각인시키기 위한 작가의 의도적인 표현이었다는 설도 있다. 그러나 '기미(君)' 자체는 경칭의 뜻 외에 특별히 안 좋은 의미를 가진 단어는 아니며, 에도 바쿠후 말기에 편찬된 「도쿠가와 바쿠후 가보(徳川幕府家譜)」에 따르면 도쿠가와 이에야스의 계실인 아사히 히메(朝日姫), 도쿠가와 히데타다의 계실 스겐인(崇源院)을 일컬을 때에도 각각 「아사히 기미(朝日君)」, 「오에요 기미(於江与君)」라는 호칭을 사용하였으므로 '기미(君)'가 반드시 요도 도노를 멸시할 의도로 일부러 사용된 표현이라고 보기는 어렵다.
한편 1960년 이노우에 야스시(井上靖)의 소설 『요도 도노의 일기(淀どの日記)』 이후 요도 도노의 호칭으로는 「요도 도노(淀殿)」가 일반화되었으며, '요도 기미'는 1987년의 NHK 대하드라마인 『독안룡 마사무네(独眼竜政宗)』 이후로 방송계에서도 일절 쓰이지 않는 표현이 되었다가 2006년 공명의 갈림길에서 도쿠가와 이에야스에 의해 다시쓰이게 되었다.

## 기타 인물상 및 에피소드
- 도요토미 히데요리의 정실로 요도도노의 며느리였던 도쿠가와 히데타다의 딸 센히메는 요도 도노의 조카이기도 하다. 여동생 스겐인은 도요토미 히데요시의 조카 도요토미 히데카쓰(豊臣秀勝)와 결혼했으나 임진왜란 중 남편을 잃고, 도쿠가와 이에야스의 장남 도쿠가와 히데타다와 재혼하여 얻은 딸이 센히메이다.

- 요도 도노 모자와 최후를 함께 한 것으로 알려진 가신 오오노 하루나가는 요도 도노와는 젖형제 사이로, 이미 당대부터 두 사람이 내밀한 관계를 가진 사이라는 소문이 돌았을 정도로 둘의 사이가 좋았다고 한다. 일각에서는 이를 두고 히데요리가 히데요시의 친자식이 아닌 오오노 하루나가의 자식이라는 설도 있었다.

- 친정의 혈연을 중시하여 가문의 멸문지화 이후 방랑하던 사촌 오다 노부카쓰(織田信雄)를 오사카 성으로 불러들여 지내도록 조치하였다. 또한 동생 에요가 도쿠가와 히데타다와 재혼하자 에요와 에요의 전 남편인 하시바 히데카쓰(豊臣秀勝)와의 사이에서 태어난 조카 사다코(完子)를 거두어 친딸처럼 키우기도 하였다. 이후 사다코는 구게(公家)의 일원인 구조 유키이에(九条幸家)의 정실이 되었다.

- 오사카 전투 당시 히데요리를 성 밖으로 내보내지 않고 요도 도노 본인만이 전장에 나타나 군사들을 독려하면서 비판의 대상이 되었다. 당대에 여성이 전장에 나타나는 것이 드문 일은 아니었으나, 총대장이 한 번도 전선에 나와 보지 않은 데 반해 그 모친만이 빈번하게 나타난 것은 정상적인 상황은 아니었다. 그러나 오사카 겨울, 여름 양 전투 내내 요도 도노와의 의견 대립으로 도요토미 진영에서 출분한 사람들은 오다 일족 몇몇과 가타기리 가쓰모토(片桐且元) 등 소수로, 요도 도노는 패색이 짙어지는 동안에도 마지막까지 오사카 성과 도요토미 군을 장악하고 있었던 것으로 여겨지고 있다.

- 요도도노의 사후, 기일마다 요도 도노의 묘소에 시녀들이 모여 법요를 거행하였던 것이 그 시녀들의 자손에게도 죽 이어져 오늘날까지 내려오고 있다.

- 여동생인 조쿄인, 스겐인와는 어린 시절부터 매우 사이 좋은 자매 관계를 유지하였다. 어머니 오이치의 사후, 두 동생에게 "너희들은 오미의 명문 아자이 가문의 딸들이다. 꼴사납게 행동해서는 안 된다" 라고 훈계하였다고 한다.

- 요도도노의 어머니 오이치는 센고쿠 시대 최고의 미녀로 유명하였는데, 장녀인 요도 도노 또한 오이치를 닮아 미인이었다고 한다. 특히 오이치와 같이 키가 커서 170 cm 가량의 장신이었다고 전해지며, 아들 히데요리 또한 아버지 히데요시와 달리 요도 도노를 닮아 체격이 당당하였다고 한다. 그러나 반면 여동생 에요는 언니와 달리 몸집이 작았다.

## 같이 보기
- 여무자